# Scharr (Altenthann)
Scharr ist ein Ortsteil der Gemeinde Altenthann im Oberpfälzer Landkreis Regensburg (Bayern).

## Geografische Lage
Der Weiler Scharr liegt in der Region Regensburg, etwa zwei Kilometer südwestlich von Altenthann.

## Geschichte
Scharr wurde im 18. Jahrhundert neu angelegt.
Zum Stichtag 23. März 1913 (Osterfest) gehörte Scharr zur Pfarrei Altenthann und hatte zwei Häuser und sechs Einwohner.
Am 31. Dezember 1990 hatte Scharr 13 Einwohner und gehörte zur Pfarrei Altenthann.